# Wolfgang ze Salmu
Wolfgang ze Salmu (1514 – 5. prosince 1555) byl rakouský šlechtic a pasovský biskup v letech 1540–1555.

## Život a činnost
Narodil se jako syn hraběte Mikuláše ze Salmu. V mládí získal důkladné humanitní vzdělání a absolvoval také studijní cestu po Itálii. V roce 1530 se stal kanovníkem v Salcburku a Pasově a od roku 1534 proboštem kapituly v Pasově. Kapitula jej 11. listopadu 1540 na doporučení krále Ferdinanda I. pasovským biskupem. Papež volbu potvrdil 18. února 1541 a v roce 1542 přijal Wolfgang biskupské svěcení.
V jeho službách působil malíř a sochař Wolf Huber a kontroverzní teolog Jacob Ziegler.
Biskup Wolfgang hrabě ze Salmu zemřel 5. prosince 1555 na vodnatelnost.